# 寅初亭
寅初亭位於重慶市沙坪壩區重慶大學內，文物遺址年代為現代，1992年3月19日列為重慶市第二批市級文物保護單位。2009年12月15日列為第二批重慶市文物保護單位。2019年10月7日作为重庆大学早期建筑的一部分公布为第八批全国重点文物保护单位。